# 이광희 (종합격투기 선수)
이광희(1986년 8월 15일 ~ )는 대한민국의 종합격투기 선수이다. 2007년 스피릿 MC 웰터급 챔피언에 오른 바 있다. 권아솔과의 세번에 걸친 명경기로도 유명하다. 권아솔과의 첫번째 경기에서 1라운드 펀치에 의한 KO승을 거뒀으며, 두번째 경기에서는 4라운드에서 TKO승을 거뒀다. 하지만 7년 7개월만에 갖게 된 로드 FC에서의 세번째 경기에서 경기 초반 권아솔에게 팔꿈치 공격을 허용한 이광희는 이마가 찢어지는 부상을 당하면서 3라운드를 다 채우지 못하고 과다출혈에 의해 경기를 중단해야만 했다. 결국 권아솔의 TKO승으로 두 라이벌의 세번째 경기는 끝나게 되었다.

### MMA 전적
| 경기일자   | 상대            | 결과 | 라운드 | 시간 | 내용                             | 대회                                        |
| ---------- | --------------- | ---- | ------ | ---- | -------------------------------- | ------------------------------------------- |
| 2015-03-21 | 권아솔          | 패   | 3R     | 0:50 | 과다출혈에 의한 경기중지 및 판정 | Road FC 22 - Road Fighting Championship 22  |
| 2014-11-09 | 문기범          | 승   | 2R     | 3:15 | TKO (펀치)                       | Road FC 19 - Road Fighting Championship 19  |
| 2014-07-26 | 브루노 미란다   | 패   | 1R     | 4:29 | KO (무릎)                        | Road FC 16 - Road Fighting Championship 16  |
| 2013-12-22 | 나카무라 케이타 | 무   | 0      | 0:00 | 무효                             | Deep - 64 Impact                            |
| 2013-09-29 | 나카하라 유키   | 승   | 2R     | 5:00 | 판정                             | Mach Dojo / Gladiator - Mach Matsuri        |
| 2011-10-29 | 기쿠노 카츠노리 | 패   | 1R     | 4:59 | TKO                              | Deep - Cage Impact 2011 in Tokyo, 1st Round |
| 2008-05-18 | 미츠오카 에이지 | 패   | 1R     | 4:15 | 서브미션 (리어 네이키드 초크)    | Sengoku - Second Battle                     |
| 2008-01-20 | 강경호          | 승   | 1R     | 4:17 | KO                               | Spirit MC 14 - Karma                        |
| 2007-08-19 | 권아솔          | 승   | 4R     | 2:46 | TKO                              | Spirit MC 12 - Heavyweight GP Opening       |
| 2007-07-17 | 데이비드 모레노 | 승   | 2R     | 2:31 | TKO (펀치)                       | Spirit MC - Interleague 6: The Road         |
| 2007-03-11 | 권아솔          | 승   | 1R     | 2:24 | KO (펀치)                        | Spirit MC - Interleague 5                   |
| 2006-08-19 | 주찬란          | 승   | 1R     | 0:12 | KO (펀치)                        | Spirit MC - Interleague 4                   |
| 2005-02-03 | 김도형          | 패   | 1R     | 2:37 | 서브미션 (암바)                  | G5 - Gimme Five                             |

## 수상
- 2006년 스피릿MC 최고 KO 펀치왕
- 2007년 스피릿MC 웰터급 챔피언